# エレファントカシマシ2009年10月24,25日 日比谷野外音楽堂
『エレファントカシマシ2009年10月24,25日 日比谷野外音楽堂』（エレファントカシマシにせんきゅうねんじゅうがつにじゅうよん、にじゅうごにち ひびややがいおんがくどう）は、日本のロックバンド、エレファントカシマシのライブ映像を収めた作品。

## 解説
2009年10月24日・25日に日比谷野外音楽堂で行われた両公演のライブ映像を収録している。

## リリース形態
初回盤の仕様はスペシャルパッケージとなっており、LP仕様ジャケット、写真集付（オールカラー48P）、特別編集版「ファイティングマン」ライブ映像、メンバーインタビュー&野音メイキング映像が収録されたボーナスディスクを同梱。

## 収録曲

### DISC1
1. 夢のちまた
2. 俺の道
3. 女神になって
4. 石橋たたいて八十年
5. 暮れゆく夕べの空
6. 悲しみの果て
7. おかみさん
8. 遁世
9. 何も無き一夜
10. いつものとおり
11. 珍奇男
12. 生命賛歌
13. 武蔵野
14. 季節はずれの男
15. きみの面影だけ
16. ジョニーの彷徨
17. 地元の朝
18. シグナル
19. OH YEAH!（ココロに花を）
20. ハナウタ〜遠い昔からの物語〜
21. FLYER
22. ガストロンジャー
23. ファイティングマン
24. やさしさ
25. 俺たちの明日

### DISC2
1. 奴隷天国
2. 俺の道
3. 達者であれよ
4. 石橋たたいて八十年
5. 暮れゆく夕べの空
6. 悲しみの果て
7. おかみさん
8. 凡人-散歩き-
9. 土手
10. 曙光
11. ジョニーの彷徨
12. 人生の午後に
13. 晩秋の一夜
14. 翳りゆく部屋
15. OH YEAH!（ココロに花を）
16. ハナウタ〜遠い昔からの物語〜
17. FLYER
18. コール アンド レスポンス
19. ゴクロウサン
20. ファイティングマン
21. 笑顔の未来へ
22. Sky is blue
23. 花男

### BONUS DISC（初回限定盤のみ付属）
1. 特別編集版「ファイティングマン」ライブ映像
2. メンバーインタビュー&野音メイキング映像